# 浅海翼
浅海 翼 (あさみ つばさ、2008年7月30日 - ) は、日本の子役俳優である。テアトルアカデミー所属。

## 出演

### テレビドラマ
- 遺留捜査 スペシャル 第8弾 「1週目は南野陽子がゲスト！遺留品の“コロッケ”から“宇宙”へと広がる物語!?」（2019年11月24日、テレビ朝日） - 福本貞夫（幼少期） 役
- 木曜ミステリー「 科捜研の女 19 」第17話（2019年、テレビ朝日） - 杉原卓海 役
- 遺留捜査 第5シリーズ 第8話 「歌う空き缶!? 消えた夏休みの宿題と過去からの殺人者」（2018年9月6日、テレビ朝日） - 大西章（幼少期） 役[2]
- 遺留捜査 第6シーズン 最終話（2021年3月18日、テレビ朝日） - 西野伸太郎（少年時代） 役